# アルマゲドン2010
『アルマゲドン2010』（原題: Meteor Apocalypse）は、アメリカ合衆国の映画。

## キャスト
| 役名       | 俳優                       | 日本語吹替   |
| ---------- | -------------------------- | ------------ |
| デヴィッド | ジョー・ランドー           | 相沢正輝     |
| リン       | クーパー・ハリス           | 田中敦子     |
| アリソン   | マディソン・マクローリン   | 梨花まゆり   |
| ケイト     | クローディア・クリスチャン | 野浜たまこ   |
| ピッツ     | マット・レーガン           | 青山穣       |
| ピーター   | ジョン・ゲイル             | 石川ひろあき |

- その他の日本語吹き替え：清和祐子／倉富亮／桜井ひとみ／三上哲／かぬか光明／山口りゅう／実川学／塩谷綾子／武田幸史